# Tempus regit actum
Tempus regit actum (en  español: "el tiempo rige el acto") es una locución  latina, usada en el Derecho, para identificar doctrinalmente el principio de irretroactividad de las normas penales, que comporta generalmente la necesidad legal (reconocida en nuestro  ordenamiento penal positivo) de que el reo sea juzgado en atención a la ley que en el momento de cometer el delito esté  vigente.